# Ustina Point
Ustina Point är en udde i Antarktis. Den ligger i Västantarktis. Argentina, Chile och Storbritannien gör anspråk på området.
Terrängen inåt land är kuperad åt nordost, men österut är den platt. Havet är nära Ustina Point åt sydväst. Trakten är obefolkad. Det finns inga samhällen i närheten. 